# Lupeni (Hunedoara)
Lupeni (in ungherese Lupény, in tedesco Schylwolfsbach) è un municipio della Romania di 29 656 abitanti, ubicato nel distretto di Hunedoara, nella regione storica della Transilvania.
Lupeni, città storicamente mineraria, fu la sede di uno degli scioperi più duri della storia della Romania, nel 1929.
L'industria mineraria, che costituiva in passato l'occupazione per l'80% dei lavoratori locali, ha conosciuto una pesante crisi dopo la caduta del regime comunista e la fine dei cospicui finanziamenti pubblici che la sostenevano; gran parte degli impianti sono stati chiusi nel 1997.